# Женска фудбалска репрезентација Белорусије
Женска фудбалска репрезентација Белорусије (блр. Жаночая зборная Беларусі па футболе) је национални фудбалски тим који представља Белорусију на међународним такмичењима и под контролом је Фудбалског савеза Белорусије (блр. Беларуская федэрацыя футбола), владајућег тела за фудбал у Белорусији.
Због руске инвазије на Украјину 2022. године и учешћа Белорусије, ФИФА и УЕФА, европско водеће тело за фудбал, забранило је белоруским националним и клупским тимовима да учествују у међународним такмичењима, а УЕФА је забранила Белорусији да буде домаћин међународних такмичења.

## Историја
Белорусија се први пут појавила у ФИФА/УЕФА квалификационој фази на Европском првенству 1997, где је била у групи са Чешком Републиком, Пољском и Естонијом. У свом првом званичном мечу изгубили су резултатом 0 : 1 од Чешке 7. октобра 1995. У мају 1996. године су оствариле су своју прву званичну победу победивши Пољску у другом мечу са 3 : 0, први меч се завршио победом Пољске од 2 : 0. У квалификацијама за Светско првенство 1999. Белорусија је била рангирана у класу Б, без опција за квалификације.
У квалификацијама за Европско првенство 2001., поново у класи Б, Белорусија је остварила следеће резултати: победила Естонију 4 : 1 и 0 : 7, Израел 0 : 5 и 1 : 0 и Словачку 1 : 0, и нерешено 1 : 1 у Румунији, али су Румуни освојили место у плеј-офу за промоцију након победе над Белорусијом 0 : 1. Белорусија је у последњем мечу изгубила од Словачке резултатом 6 : 1.
У квалификацијама за Светско првенство 2003, класа Б, Белорусија је била трећа, изједначена са Словачком.
У квалификацијама за Европско првенство 2005, класа Б, Белорусија је победила Естонију са 5 : 0 и 1 : 3, Казахстан 0 : 2 и 8 : 1 и Израел 0 : 2. Само су освојили укупно два бода, из нерешеног резултата 1 : 1 против Израела. Белорусија је први пут била на врху групе, али није било плеј-офа за унапређење пошто је квалификациони систем био јединствен за 2009.
У квалификацијама за Светско првенство у фудбалу за жене 2007. Белорусија је промовисана у прву категорију и завршила је претпоследња са 7 бодова. У квалификацијама за Европско првенство 2009. Белорусија је такође завршила претпоследња. У квалификацијама за Светско првенство 2011. Белорусија је била трећа. У квалификацијама за Европско првенство 2013. Белорусија је била у групи са Финском, Украјином, Словачком и Естонијом.

## Такмичарски рекорд

### Светско првенство за жене
| Светско првенство у фудбалу за жене − резултати | Светско првенство у фудбалу за жене − резултати | Светско првенство у фудбалу за жене − резултати | Светско првенство у фудбалу за жене − резултати | Светско првенство у фудбалу за жене − резултати | Светско првенство у фудбалу за жене − резултати | Светско првенство у фудбалу за жене − резултати | Светско првенство у фудбалу за жене − резултати | Светско првенство у фудбалу за жене − резултати |           | Квалификациони резултати | Квалификациони резултати | Квалификациони резултати | Квалификациони резултати | Квалификациони резултати | Квалификациони резултати | Квалификациони резултати |
| Година                                          | Резултат                                        | Ута                                             | Поб                                             | Нер*                                            | Изг                                             | ГД                                              | ГП                                              | ГР                                              | Ква       | Поб                      | Нер*                     | Изг                      | ГД                       | ГП                       | ГР                       |                          |
| 1991                                            | део СССРа                                       | део СССРа                                       | део СССРа                                       | део СССРа                                       | део СССРа                                       | део СССРа                                       | део СССРа                                       | део СССРа                                       | УЕФА 1991 | УЕФА 1991                | УЕФА 1991                | УЕФА 1991                | УЕФА 1991                | УЕФА 1991                | УЕФА 1991                |                          |
| 1995                                            | Нису учествовале                                | Нису учествовале                                | Нису учествовале                                | Нису учествовале                                | Нису учествовале                                | Нису учествовале                                | Нису учествовале                                | Нису учествовале                                | УЕФА 1995 | УЕФА 1995                | УЕФА 1995                | УЕФА 1995                | УЕФА 1995                | УЕФА 1995                | УЕФА 1995                |                          |
| 1999                                            | Нису се квалификовале                           | Нису се квалификовале                           | Нису се квалификовале                           | Нису се квалификовале                           | Нису се квалификовале                           | Нису се квалификовале                           | Нису се квалификовале                           | Нису се квалификовале                           | 6         | 1                        | 2                        | 3                        | 8                        | 9                        | -1                       |                          |
| 2003                                            | Нису се квалификовале                           | Нису се квалификовале                           | Нису се квалификовале                           | Нису се квалификовале                           | Нису се квалификовале                           | Нису се квалификовале                           | Нису се квалификовале                           | Нису се квалификовале                           | 8         | 5                        | 0                        | 3                        | 27                       | 16                       | +11                      |                          |
| 2007                                            | Нису се квалификовале                           | Нису се квалификовале                           | Нису се квалификовале                           | Нису се квалификовале                           | Нису се квалификовале                           | Нису се квалификовале                           | Нису се квалификовале                           | Нису се квалификовале                           | 8         | 2                        | 1                        | 5                        | 6                        | 23                       | -17                      |                          |
| 2011                                            | Нису се квалификовале                           | Нису се квалификовале                           | Нису се квалификовале                           | Нису се квалификовале                           | Нису се квалификовале                           | Нису се квалификовале                           | Нису се квалификовале                           | Нису се квалификовале                           | 8         | 4                        | 1                        | 3                        | 17                       | 14                       | +3                       |                          |
| 2015                                            | Нису се квалификовале                           | Нису се квалификовале                           | Нису се квалификовале                           | Нису се квалификовале                           | Нису се квалификовале                           | Нису се квалификовале                           | Нису се квалификовале                           | Нису се квалификовале                           | 10        | 2                        | 0                        | 8                        | 12                       | 31                       | -19                      |                          |
| 2019                                            | Нису се квалификовале                           | Нису се квалификовале                           | Нису се квалификовале                           | Нису се квалификовале                           | Нису се квалификовале                           | Нису се квалификовале                           | Нису се квалификовале                           | Нису се квалификовале                           | 8         | 1                        | 0                        | 7                        | 5                        | 21                       | -16                      |                          |
| 2023                                            | Нису се квалификовале                           | Нису се квалификовале                           | Нису се квалификовале                           | Нису се квалификовале                           | Нису се квалификовале                           | Нису се квалификовале                           | Нису се квалификовале                           | Нису се квалификовале                           | У току    | У току                   | У току                   | У току                   | У току                   | У току                   | У току                   |                          |
| Укупно                                          | -                                               | -                                               | -                                               | -                                               | -                                               | -                                               | -                                               | -                                               | 48        | 15                       | 4                        | 29                       | 75                       | 114                      | -39                      |                          |

*Жребови укључују утакмице где је одлука пала извођењем једанаестераца.

### Европско првенство у фудбалу за жене
| Европско првенство у фудбалу за жене − резултати | Европско првенство у фудбалу за жене − резултати | Европско првенство у фудбалу за жене − резултати | Европско првенство у фудбалу за жене − резултати | Европско првенство у фудбалу за жене − резултати | Европско првенство у фудбалу за жене − резултати | Европско првенство у фудбалу за жене − резултати | Европско првенство у фудбалу за жене − резултати |               | Квалификациони резултати | Квалификациони резултати | Квалификациони резултати | Квалификациони резултати | Квалификациони резултати | Квалификациони резултати |
| Година                                           | Резултат                                         | Ута                                              | Поб                                              | Нер*                                             | Изг                                              | ГД                                               | ГП                                               | Ута           | Поб                      | Нер                      | Изг                      | ГД                       | ГП                       |                          |
| 1984 до 1991                                     | део СССРа                                        | део СССРа                                        | део СССРа                                        | део СССРа                                        | део СССРа                                        | део СССРа                                        | део СССРа                                        | део СССРа     | део СССРа                | део СССРа                | део СССРа                | део СССРа                | део СССРа                |                          |
| 1993                                             | Нису учествовале                                 | Нису учествовале                                 | Нису учествовале                                 | Нису учествовале                                 | Нису учествовале                                 | Нису учествовале                                 | Нису учествовале                                 | Did not enter | Did not enter            | Did not enter            | Did not enter            | Did not enter            | Did not enter            |                          |
| 1995                                             | Нису учествовале                                 | Нису учествовале                                 | Нису учествовале                                 | Нису учествовале                                 | Нису учествовале                                 | Нису учествовале                                 | Нису учествовале                                 | Did not enter | Did not enter            | Did not enter            | Did not enter            | Did not enter            | Did not enter            |                          |
| 1997                                             | Нису се квалификовале                            | Нису се квалификовале                            | Нису се квалификовале                            | Нису се квалификовале                            | Нису се квалификовале                            | Нису се квалификовале                            | Нису се квалификовале                            | 6             | 3                        | 0                        | 3                        | 12                       | 9                        |                          |
| 2001                                             | Нису се квалификовале                            | Нису се квалификовале                            | Нису се квалификовале                            | Нису се квалификовале                            | Нису се квалификовале                            | Нису се квалификовале                            | Нису се квалификовале                            | 8             | 5                        | 1                        | 2                        | 20                       | 9                        |                          |
| 2005                                             | Нису се квалификовале                            | Нису се квалификовале                            | Нису се квалификовале                            | Нису се квалификовале                            | Нису се квалификовале                            | Нису се квалификовале                            | Нису се квалификовале                            | 8             | 5                        | 1                        | 2                        | 21                       | 3                        |                          |
| 2009                                             | Нису се квалификовале                            | Нису се квалификовале                            | Нису се квалификовале                            | Нису се квалификовале                            | Нису се квалификовале                            | Нису се квалификовале                            | Нису се квалификовале                            | 8             | 1                        | 1                        | 6                        | 10                       | 27                       |                          |
| 2013                                             | Нису се квалификовале                            | Нису се квалификовале                            | Нису се квалификовале                            | Нису се квалификовале                            | Нису се квалификовале                            | Нису се квалификовале                            | Нису се квалификовале                            | 8             | 4                        | 1                        | 3                        | 10                       | 17                       |                          |
| 2017                                             | Нису се квалификовале                            | Нису се квалификовале                            | Нису се квалификовале                            | Нису се квалификовале                            | Нису се квалификовале                            | Нису се квалификовале                            | Нису се квалификовале                            | 8             | 3                        | 0                        | 5                        | 10                       | 20                       |                          |
| 2022                                             | Нису се квалификовале                            | Нису се квалификовале                            | Нису се квалификовале                            | Нису се квалификовале                            | Нису се квалификовале                            | Нису се квалификовале                            | Нису се квалификовале                            | 7             | 2                        | 0                        | 5                        | 11                       | 15                       |                          |
| Укупно                                           | -                                                | -                                                | -                                                | -                                                | -                                                | -                                                | -                                                | 53            | 23                       | 4                        | 26                       | 94                       | 100                      |                          |

*Жребови укључују утакмице где је одлука пала извођењем једанаестераца.